# Heuilley-sur-Saône
Heuilley-sur-Saône település Franciaországban, Côte-d’Or megyében. Lakosainak száma 334 fő (2022. január 1.). Heuilley-sur-Saône Talmay, Maxilly-sur-Saône, Perrigny-sur-l'Ognon, Broye-Aubigney-Montseugny és Germigney községekkel határos.

## Népesség
A település népességének változása:
| Lakosok száma | 331  | 267  | 266  | 298  | 329  | 341  | 333  | 327  | 325  | 334  |
|               | 1968 | 1982 | 1990 | 2006 | 2013 | 2015 | 2017 | 2019 | 2020 | 2022 |